# Fontanna na Placu Wolności
Fontanna na Placu Wolności, česky lze přeložit jako Fontána na náměstí Svobody, je barevná mozaika a moderní vodní fontána na náměsti Plac Wolności ve čtvrti Stare Miasto (Staré Město) ve městě Opole (Opolí) v jižním Polsku. Nachází se také v Opolském vojvodství a geomorfologickém celku Pradolina Wrocławska a v Horním Slezsku.

## Historie a popis díla
Dílo vzniklo v roce 1957 a jeho autorem byl polský architekt a výtvarník Florian Jesionowski (1926-2005). Vodní fontána abstraktně ztvárňuje tančícího motýla a patří mezi povedená díla socialistického realismu. Postupem času a vandaly byla barevná terakotová mozaika poničena. V roce 2010 došlo k renovaci uměleckého díla a fontána je atrakcí parkové části Placu Wolności.

## Další informace
Fontána je celoročně volně přístupná a v zimním období bývá bez vody z důvodů mrazu. Florian Jesionowski je také autorem nedalekého přístřešeku nad stanovištěm taxíků v ulici Minorytów, vedle františkánského kláštera.

## Galerie

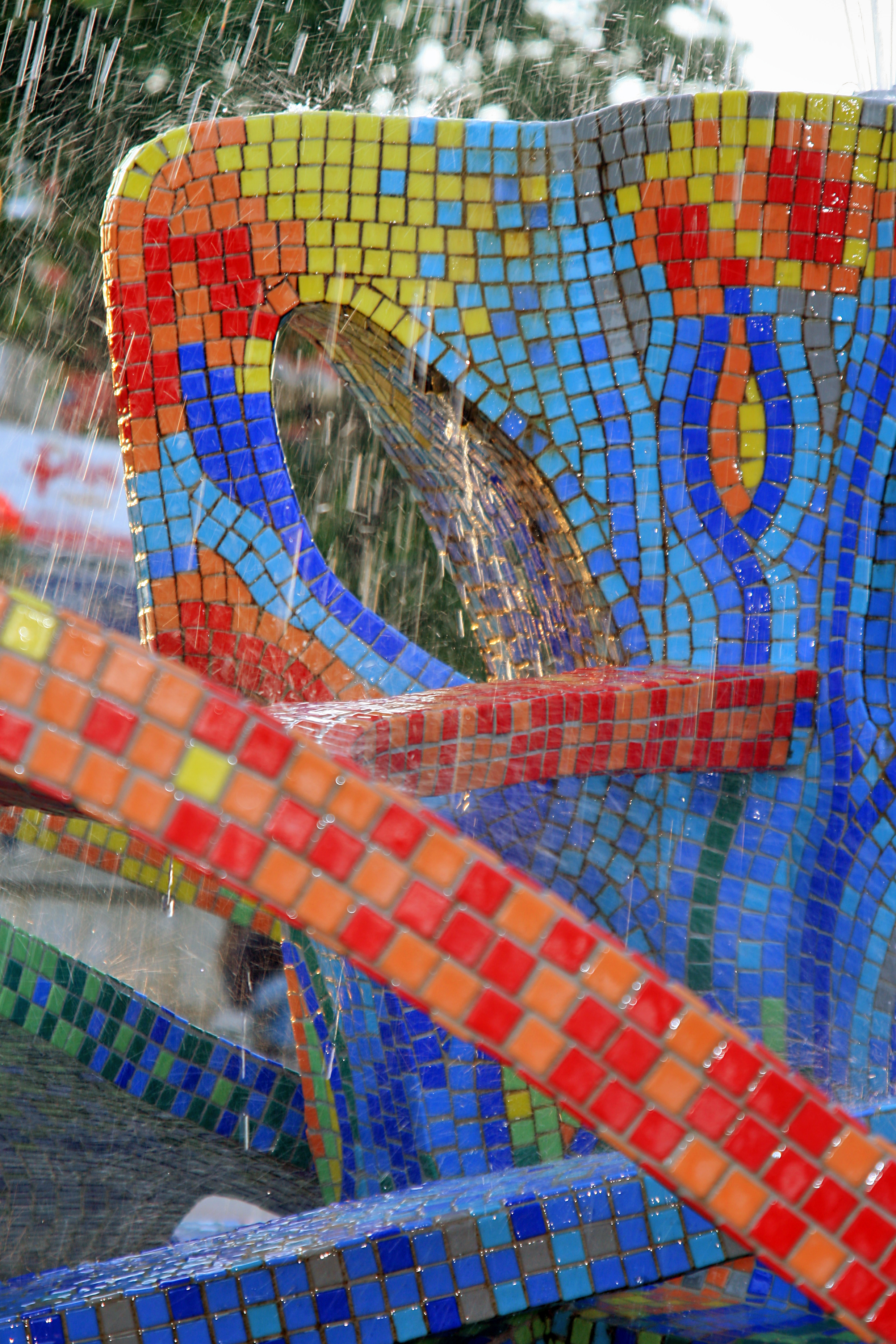
Detail centrální části mozaiky
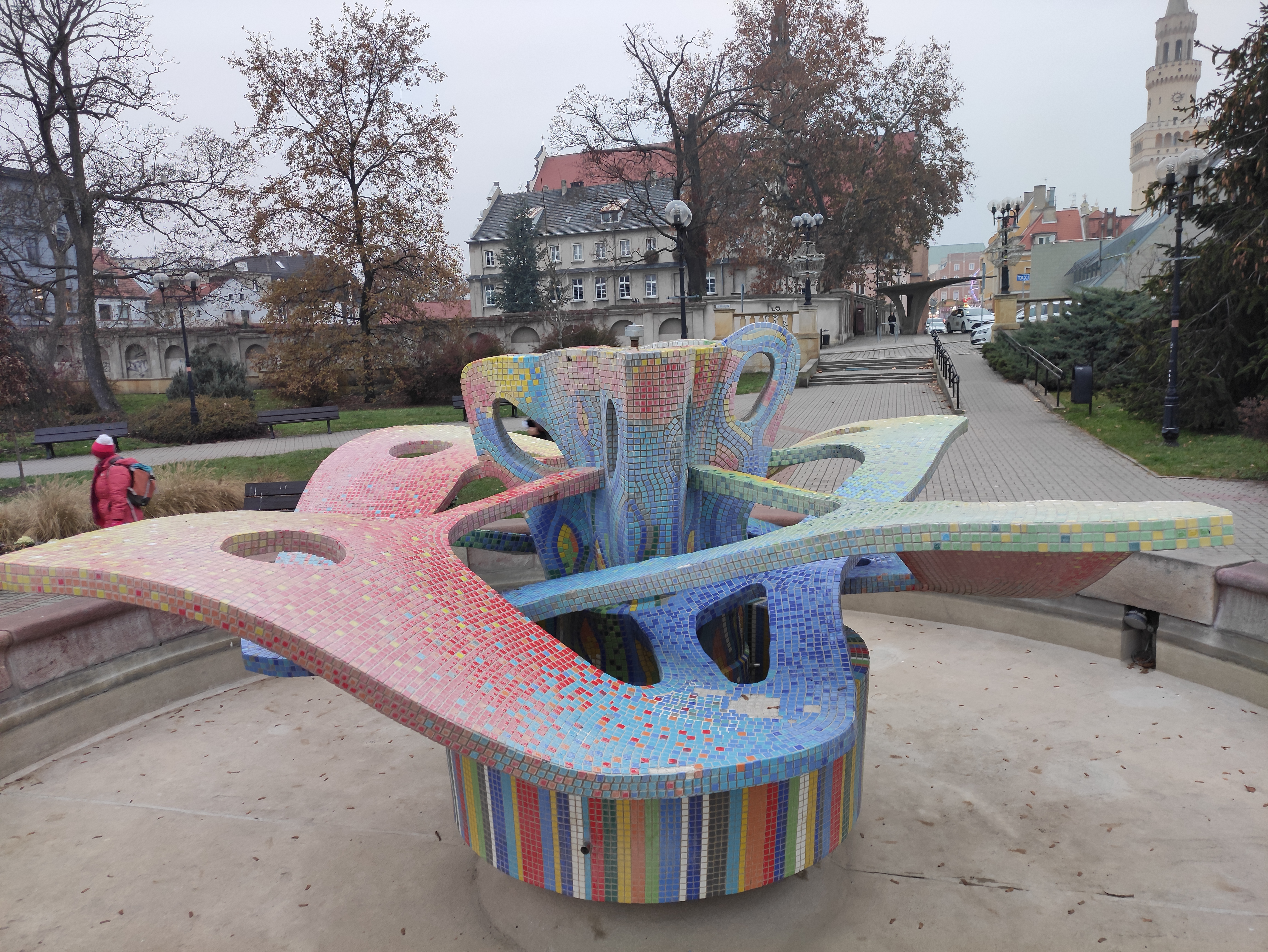
Centrální část
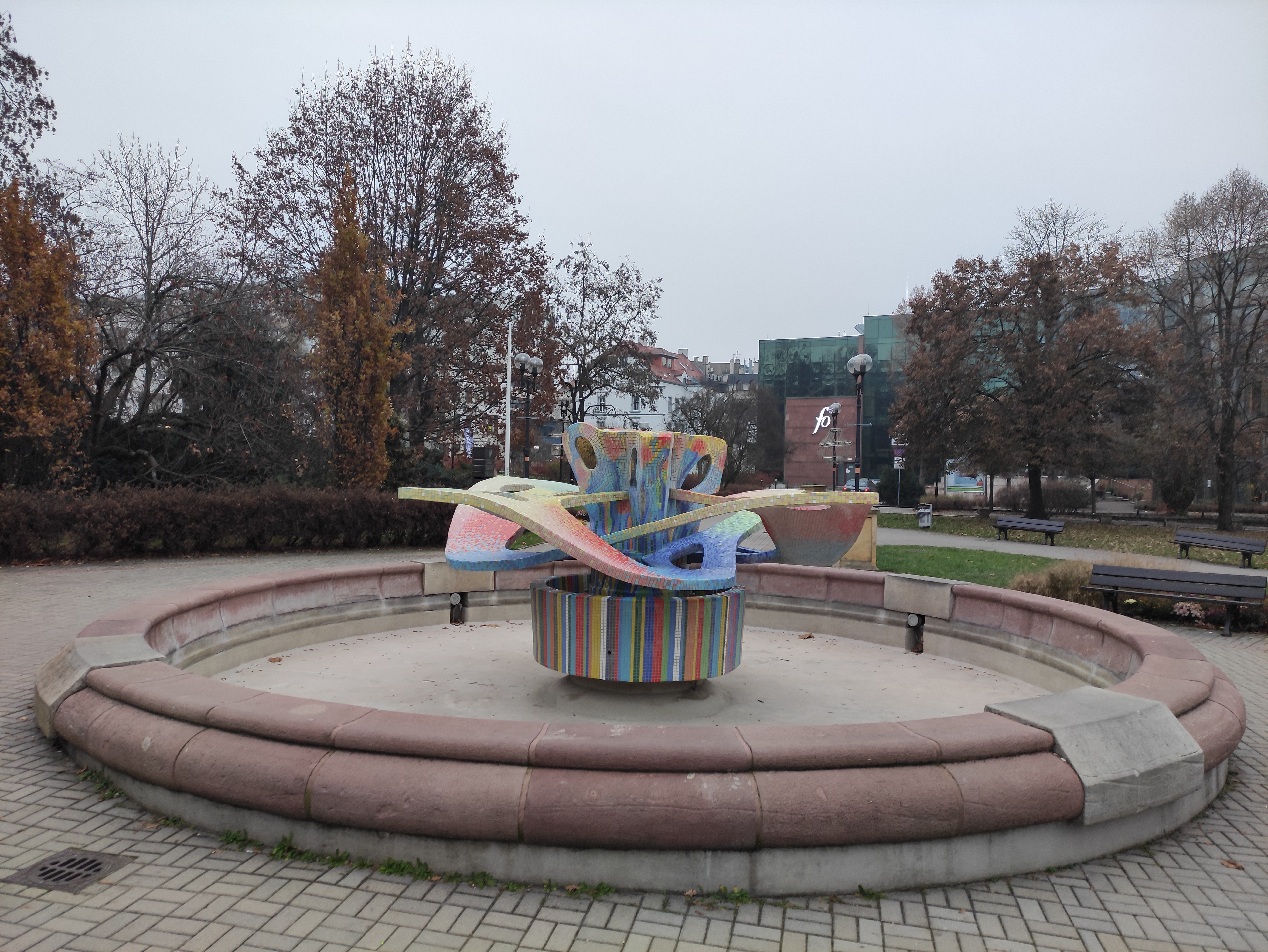
Celá fontána
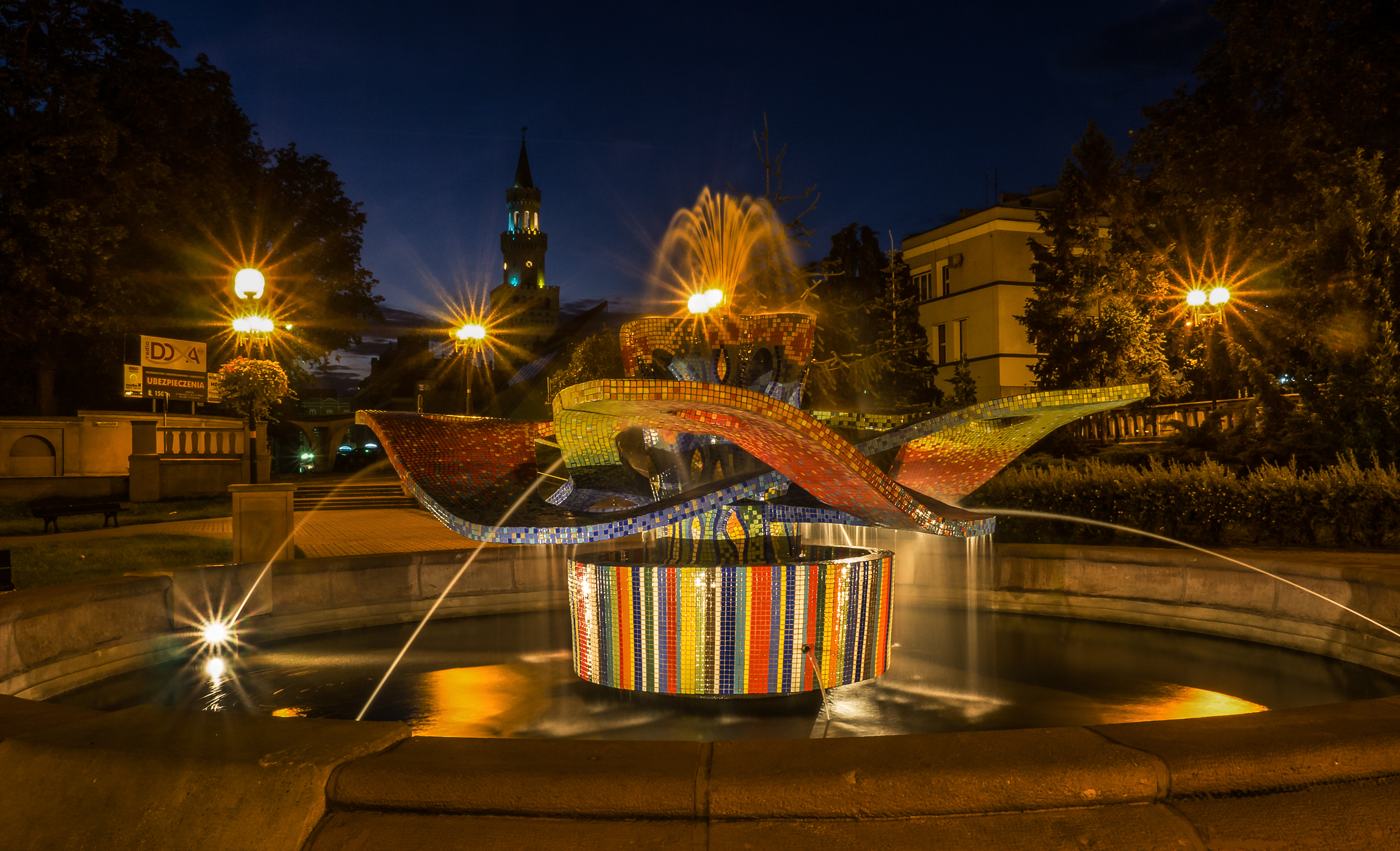
Fontána při nočním osvětlení